# أدولفو
أدولفو هو مصمم أزياء كوبي، ولد في 15 فبراير 1933 في كارديناس في كوبا.

## وصلات خارجية
- أدولفو على موقع إن إن دي بي (الإنجليزية)